# Однороженко Олег Анатолійович
Однороженко Олег Анатолійович (нар.1974) — український історик та громадський діяч, доктор історичних наук, старший науковий співробітник Інституту української археографії та джерелознавства імені М. С. Грушевського НАН України, колишній головний ідеологічний референт громадської організації «Патріот України» та «Соціал-Національної Асамблеї», член Українського геральдичного товариства. Колишній голова Харківського осередку ВО Свобода.

## Біографія
Народився 26 грудня 1974 р. в Харкові, Україна. В 1992 р. закінчив середню школу № 54. Того ж року вступив до Харківського національного університету ім. В. Н. Каразіна на геолого-географічний факультет. В 1994 р. вступає на історичний факультет для отримання другої вищої освіти. В 1999 р. вступає в аспірантуру Харківського національного університету імені В. Н. Каразіна.
У 2003 році захистив кандидатську дисертацію «Державна і земельна геральдика і сфрагістика Війська Запорозького» (науковий керівник — Володимир Кравченко).
Станом на 2004 рік Олег Однороженко був старшим викладачем кафедри історії України історичного факультету Сумського державного педагогічного університету імені А. С. Макаренка.
Під час парламентських виборів в Україні 2006 року був кандидатом в народні депутати України від ВО «Свобода» (у списку № 24), будучи на той час членом цієї партії та докторантом Інституту української археографії та джерелознавства імені М. С. Грушевського НАН України.
У 2009 році успішно захистив докторську дисертацію «Українська родова геральдика доби середньовіччя та раннього модерну (XIV—XVIII ст.)» (науковий консультант — Юрій Мицик).
З 2010 року є старшим науковим співробітником Інституту української археографії та джерелознавства імені М. С. Грушевського НАН України.
Також він був стипендіатом фонду «Kasa im. Józefa Mianowskiego» та провів 3 місяці в Інституті історії Варшавського університету.

## Громадська діяльність
Олег Однороженко є членом Українського геральдичного товариства.
Станом на 2009 рік був ідеологічним референтом Харківської обласної організації «Патріот України», а у 2011—2012 роках — ідеологічний референт громадської організації «Патріот України».

## Кримінальна справа 2012 року
У червні 2009 року Олега Однороженка звинувачували у тому, що він брав участь у груповому побитті харківського громадського активіста О. Корнєва, з приводу чого було порушено кримінальну справу за фактом хуліганства.
Ввечері 5 липня 2012 року Олега Однороженка за рішенням Київського районного суду м. Харкова було затримано у Києві як підозрюваного у кримінальній справі щодо вчинення хуліганських дій та етаповано до Харкова з метою проведення слідчих дій. Він проходить у кримінальній справі за епізодами 2009 та 2011 років. 9 липня судом йому було продовжено арешт строком на 10 днів.
16 липня 2012 року Київський районний суд м. Харкова продовжив термін утримання О. Однороженка під вартою строком на 2 місяці. 23 липня 2012 року Апеляційний суд Харківської області, незважаючи на клопотання про взяття на поруки або під заставу від 8 народних депутатів України, колективу Інституту української археографії та джерелознавства імені М. С. Грушевського, Всеукраїнського товариства «Просвіта» імені Тараса Шевченка, колег з Інституту історії Варшавського університету, залишив в силі рішення про продовження утримання під вартою на 2 місяці.
1 листопада 2012 року Олег Однороженко Дзержинським районним судом м. Харкова був відпущений на поруки народних депутатів України Андрія Парубія і Ярослава Кендзьора.

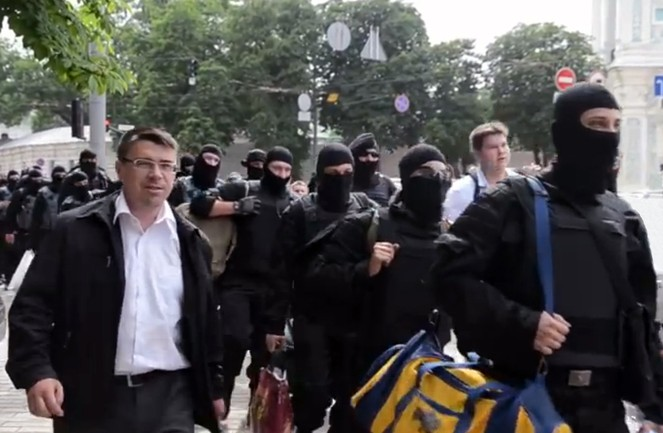
Олег Однороженко разом з бiйцями батальйону «Азов»

23 грудня 2013 року йому було змінено запобіжний захід на тримання в слідчому ізоляторі
24 лютого 2014 р. Верховна Рада прийняла постанову № 4202 «Про звільнення політв'язнів». Виконуючи цю постанову, 25 лютого Олега Однороженка було звільнено. Після звільнення узяв активну участь у розбудові добровольчого батальйону МВС України «Азов», став заступником командира батальйону Андрія Білецького з виховної роботи з особовим складом.

## Творчий доробок
- Однороженко О. А. Територіальна геральдика Слобідської України козацької доби (2-а половина XVII — середина XVIII ст.). — Харків: ХНУ імені В. Н. Каразіна, 2002. — 72 с. — (Джерелознавчі зошити; Зошит 1). — ISBN 966-623-089-5.
- Однороженко О. А. Українські державні, земельні та міські печатки козацької доби (кінець XVI—XVIII ст.). — Харків: ХНУ імені В. Н. Каразіна, 2003. — 220 с. — ISBN 966-7409-37-6.
- Алфьоров О., Однороженко О. Українські особові печатки XV—XVII ст. за матеріалами київських архівосховищ. — Харків: Просвіта, 2008. — 199 с. — ISBN 966-7409-51-X.
- Однороженко О. А. Князівська геральдика Волині середини XIV—XVIII ст. — Харків: Просвіта, 2008. — 180 с. — ISBN 966-7409-49-X.
- Однороженко О. А. Гербовник Вацлава Руліковського: Геральдичні виписи. — Харків: Просвіта, 2008. — 96 с. ISBN 966-7409-48-X.
- Однороженко О. А. Родова геральдика Русо-Влахії (Молдавського господарства) кінця XIV — XVI ст. — Харків: Просвіта, 2008. — 155 с. — ISBN 966-7409-51-1.
- Однороженко О. А. Родова геральдика Руського королівства та Руських земель Корони Польської XIV—XVI ст. — Харків: Харк. обл. об-ня Всеукр. т-ва «Просвіта» , 2009. — 311 с. : іл. — (Monumenta ruthensae heraldica; vol. 1). — ISBN 966-7409-52-X.
- Однороженко О. А. Руські королівські, господарські та князівські печатки ХІІІ — XVI ст. — Харків: Просвіта, 2009. — 319 с. — ISBN 966-7409-21-X.
- Однороженко О. А. Козацька територіальна геральдика кінця XVI — XVIII ст. — Харків, 2009. — 415 с. — (Monumenta rutheniae heraldica; vol. 3). — ISBN 966-7409-20-1.
- Однороженко О. А. Українська (руська) еліта доби Середньовіччя і раннього Модерну: структура та влада. — К.: Темпора, 2011. — 421 с. — ISBN 978-617-569-025-3.
- Однороженко О. Де, коли й чому виникли герби? Вступ до візантійської геральдики Х—ХІІ ст. / Олег Однороженко; худож.-оформлювач М.Мен-дор. — Харків: Фоліо, 2022. — 314 с.: іл.
- Однороженко О. Геральдика середньовічної Руси (України): у 3-х т. Т. I: Генеза руської геральдики Х—ХІІ ст. / Олег Однороженко; худож.-оформлювач М.Мен-дор. — Харків: Фоліо, 2023. — 718 с.: іл.
- Український націоналізм. Основи ідеології / Редактор-упорядник Олег Однороженко. — К.: Видавництво Марка Мельника, 2023. — 256 с.
- Однороженко О., Поцелуйко В., Руденко О., Шереметьєв О. In hoc signo vinces. Історія підрозділів сухопутних військ збройних сил України в знаках і символах / Олег Однороженко, Валерій Поцелуйко, Олексій Руденко, Олексій Шереметьєв; передмови О. С. Сирського, О. О. Павлюка, М. В. Драпатого; худож.-оформлювач О. А. Гугалова-Мєшкова. — Харків: Фоліо, 2025. — 397 с.: іл. — ISBN 978-617-8550-52-3.

## Нагороди
- Іменна стипендія Верховної Ради України для найталановитіших молодих учених (2010 р.)[11].